# Camas (Idaho)
Camas és una comunitat no incorporada al comtat de Jefferson, a l'estat d'Idaho, als Estats Units. El 1884 s'hi establí una oficina de correus anomenada Camas que estigué en funcionament fins al 1961. La comunitat va rebre el nom de l'arrel camas, un aliment cultivat pels indis. Una variant del nom era "Lava".El 1909 tenia 75 habitants, i 5 al 1960.